# Gesa (Éthiopie)
Pour les articles homonymes, voir Gesa.
Gesa ou Gasachare (aussi transcrit Gesa Chere) est une ville et un woreda du sud-ouest de l'Éthiopie située dans la zone Dawro de la région Éthiopie du Sud-Ouest.
Ancien chef-lieu du woreda Loma, Gesa se trouve sur la route principale Sodo-Chida à près de 130 km de Sodo par la route contournant le lac de barrage sur l'Omo,.
La ville compte 3 999 habitants au recensement national de 2007 et obtient le statut de woreda au début des années 2020.
Elle forme désormais un district urbain de 1,3 km2 de superficie enclavé dans Loma à la limite de Zaba Gazo,.